# Митра (божество)
Ми́тра (др.-инд. Mitrá, др.-перс. 𐎷𐎰𐎼 Miça, авест. 𐬨𐬌𐬚𐬭𐬀 Miθra — «дружба», букв. «то, что связывает», арм. Միհր, лат. Mithras) — божество индоиранского происхождения, связанное с дружественностью, справедливостью, договором, согласием и солнечным светом.
Как божество Митра упоминается в трёх аспектах:
- Ми́тра́ индоариев, как ведийское божество;
- Ми́тра древних иранцев, как божество зороастризма (Аша);
- Ми́тра эллинистического периода, как главное божество митраизма.

## Имена в разных культурах
- От санскритского слова mitra произошло Майтрея, имя бодхисаттвы в буддизме.
- В эллинистической Малой Азии, авестийское божество объединилось с различными местными и греческими богами, что привело к нескольким ипостасям Аполлона-Гелиоса-Митры-Гермеса.
- Через греческое и анатолийское посредничество, авестийский теоним дал рождение римскому божеству под именем Митра (Mithras), главной фигуре римских мистерий первого века, ставших известными как митраизм.
- В среднеперсидском авестийский теоним развился (среди других среднеиранских форм) в согдийское Миши, среднеперсидское и парфянское Михр и бактрийское Миуро.
- В армянском пантеоне, Митра был известен, как Мгер (или Михр) и был одним из наиболее почитаемых богов (дицов) дохристианской Армении[1]. В городе Ван ашхар Васпуракан Великой Армении находилась священная Ванская скала Мгери Дур (дословно — «Врата Митры»), из которой по преданию родился Митра и в которую ушёл в ожидании воцарения справедливости на земле. В современной Армении восточнее Еревана расположен храм Гарни, посвящённый Мгеру.
- По одной из версий, упоминаемый в Каббале ангел Метатрон восходит своими корнями к Митре.
- По версии Кузнецова Б.И., Митра — первоначальное имя основателя религии бон Шенраба[2].

## Митра у античных авторов
Большую дискуссию вызвало упоминание Геродотом Митры как женского божества, не имеющее чёткого объяснения. Он пишет: «…от ассирийцев и арабов персы научились почитать Уранию (ассирийцы называют Афродиту Милиттой, арабы — Алилат, а персы — Митра)». Страбон исправляет его данные, указывая, что персы называют Митрой Гелиоса, то есть солнце. Милитта — это Мулиссу, жена Ашшура.
Все гипотезы, включая остроумные объяснения оговорок переводчика Геродота, де Йонг характеризует как сомнительные. Предполагалось также, что Геродот исходил из отождествления с планетой Венера. Чаще всего считают, что с Афродитой должна отождествляться Анахита.
Э. А. Грантовский вслед за В. В. Струве видит в сообщении указание на андрогинную сущность Митры. Гипотеза о женской сущности Митры может подтверждаться нахождением богини Миоро на кушанских монетах.

В произведении Ксенофонта «Домострой» Митрой клянётся Кир Младший, а также перс Артабаз. По Курцию, Дарий III перед битвой при Гавгамелах призывал Солнце, Митру и священный огонь. В передаче Плутарха Дарий клянётся «великим светом Митры». Армянский царь Тиридат, обращаясь к Нерону, упоминал, что почитает Митру.

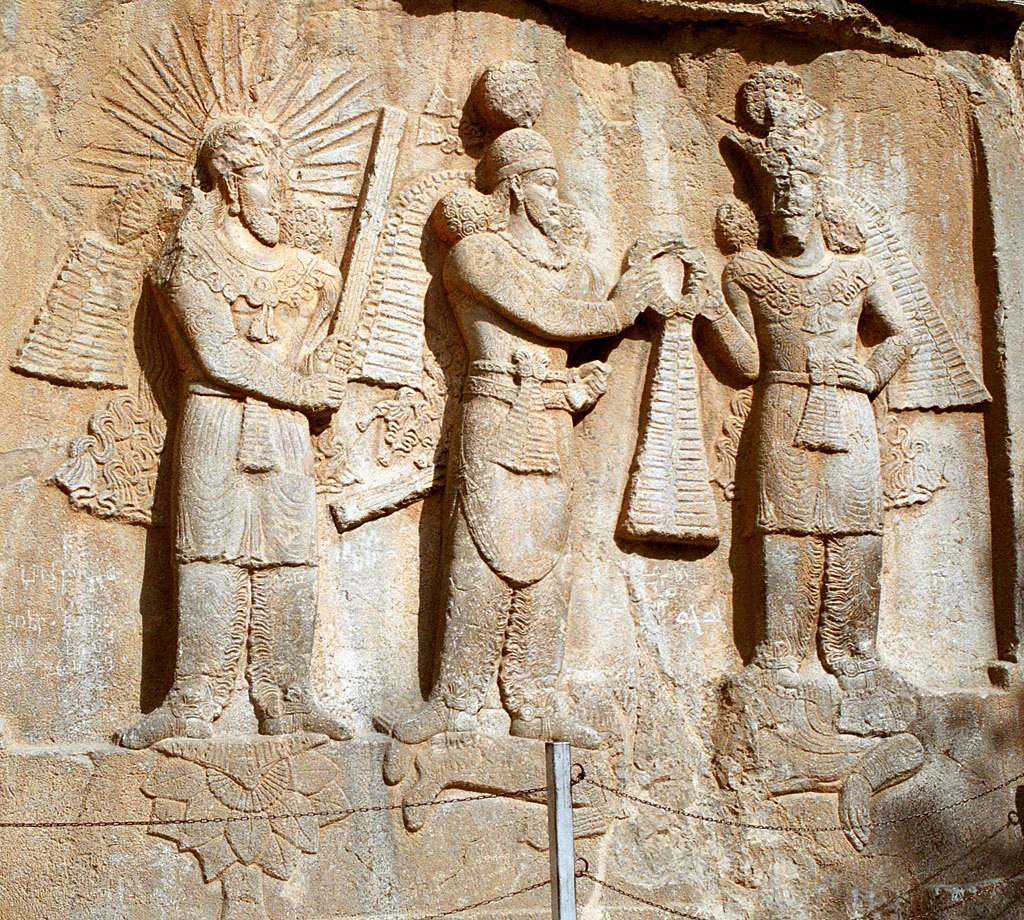
Рельеф с изображением Митры, сасанидского царя Шапура II и Ормузд

В надписи из Ксанфа Аполлон назван xšaθrapati (Митрой), а также Сараписом. В псевдо-Клементинах Митра также отождествляется с Аполлоном.
По изложению Плутарха, Митра занимает середину между Ормаздом и Ариманом, и потому его называют посредником. Де Йонг предлагает оригинальный перевод этого места: «Вот почему персы называют посредника Митрой», ссылаясь на пехлевийское migāncīg («посредник») — эпитет Митры. Та же функция посредничества с Друдж в яштах приписывается Сраоше. По Бенвенисту, она первоначально принадлежала Митре. В парфянских и согдийских текстах Третий Посланец манихейской религии также носит имя Митры.
Армянский автор Езник Колбский приводит такой рассказ: Ареман пригласил Ормазда на праздник, Ормазд отказался, пока их сыновья не сразятся. Сын Аремана победил, духи искали посредника и не находили, и тогда создали Солнце, чтобы оно судило их.
Римский император Юлиан Отступник, ссылаясь на гипотезы мистерий, упоминает о мнении, по которому Гелиос движется в области выше неподвижных звёзд, посредине между тремя мирами, причём срединность Солнца у Юлиана восходит к персидской доктрине, равно как и мнение о его астрономическом положении, хотя и использует аристотелевский термин «месотес».
Дионисий Ареопагит, рассуждая об упомянутом в Библии дне остановки Солнца при царе Иудеи Езекии, ссылается на персидские священные рассказы и празднования, которые маги совершают тройному Митре.
Лукиан упоминает золотую статую Митры, а Нонн отмечает почитание Митры в Бактрии и Вавилоне.
В известном своими мистификациями сочинении Псевдо-Плутарха «О реках» приведён рассказ о том, как Митра, желая иметь сына, но, ненавидя женщин, совокупился со скалой, которая породила сына Диорфа, а тот, когда вырос, был убит Аресом и превратился в гору, на которой выросло необычное дерево. Де Йонг приводит к сюжету ряд параллелей: хеттскую «Песнь об Улликумми», Армилле из еврейского фольклора, рассказ об Агдистис, эпос нартов и рассказ об Амирани, и считает, что упоминание может отражать существовавший мотив.

## Митраизм
В последние века до н. э. возникла особая религия с культом Митры — митраизм, получившая распространение в эллинистическом мире, с I века н. э. — в Риме, со II века — по всей Римской империи; особой популярностью пользовалась в пограничных провинциях, где стояли римские легионы, солдаты которых были главными приверженцами культа Митры, считавшегося богом, приносящим победу; сохранились остатки многочисленных святилищ-митреумов вблизи римских лагерных стоянок. Значительную роль в распространении митраизма сыграли социальные низы, которых он привлекал тем, что провозглашал равенство среди посвящённых в него и сулил блаженную жизнь после смерти.
Как пишет Плутарх, распространение таинств Митры по Средиземноморью связано с активностью киликийских пиратов в 60-е годы до н. э., которые совершали их первоначально в ликийском городе Олимп.
В мистериях и надписях Митра ассоциируется с орфическим божеством Фанетом. Мирча Элиаде считает, что легендарные детали биографии Митридата VI Евпатора (а отчасти также Кира Великого) отражают представления митраизма.
Во время мистерий говорится, что Митра родился от камня, а место совершения мистерий называют пещерой. Иустин Философ указывает, что диавол сообщил жрецам Митры это название, ибо Христос родился в пещере. Согласно Стацию, Аполлона ахеменийцы называют Титаном, а в пещере Персея его зовут Митрою, гнущим рога.
Порфирий, ссылаясь на некоего Евбула, отмечает, что пещеру в горах, цветущую и богатую источниками, впервые посвятил Митре Зороастр, причём эта пещера — образ космоса, созданного Митрой, а находившееся внутри — символы космических стихий и сторон света (аналогично, по Порфирию, космос сравнивали с пещерой пифагорейцы и Платон). Митра носит меч Овна (знака Ареса) и едет на быке Афродиты.
Христианский автор Иустин Философ называл предложение хлеба и чаши с водой вступающим в таинства Митры подражанием злых демонов христианству. Использование в них мёда отмечает Порфирий. Степени посвящения в мистерии Митры известны из надписей и письма Иеронима.. При посвящении в таинства Митры проводились истязания и испытания через огонь
По Тертуллиану, в этих таинствах совершалось приношение хлеба и представлялся образ воскресения. Цельс рассказывает, что в мистериях даются символы движения звёзд и планет в небе и прохождения душ через них, причём символом служит семивратная лестница (семь врат связаны с семью металлами и семью божествами), и утверждает, что христиане многое заимствовали из этого учения (под христианами он понимает прежде всего секту офитов). У Клавдиана Митра назван вращающим звезды, а император Юлиан Отступник упоминает тайное халдейское учение о семилучном.
С конца II в. римские императоры (особенно Аврелиан и Диоклетиан) покровительствовали культу Митры. Во II—IV вв. митраизм был одним из главных соперников христианства.
Юлиан говорит о почитании Митры и справлении игр в честь Солнца раз в 4 года. В 303 году волшебник Феотокл, скрывшись в пещере, сделал Галерию прорицание, возбуждая к гонению на христиан.
Согласно историографам Августов, император Коммод запятнал священнодействия Митры убийством человека, хотя обычно страшное в них лишь говорится или изображается.
Пещеру Митры, которую Констанций II передал александрийской церкви, в 362 году Георгий Александрийский приказал очистить, и там нашлось множество черепов (по утверждению христиан, человеческих), которые по указанию Георгия Александрийского носили по городу как доказательство возможно совершавшихся там человеческих жертвоприношений и гаданий по внутренностям. Тогда в городе произошли беспорядки, и Георгий и некоторые другие христиане были убиты язычниками.
Одно из распространённых изображений на митраистских барельефах и росписях — тавроктония (заклание быка Митрой), например: Рельеф Митры. Митра, отвернув лицо, вонзает нож в бок жертвы. Когда бык умирает, извергнув семя (причём фаллос быка отгрызается скорпионом), из его мозга произрастает зерно, дающее хлеб, а из крови — виноградная лоза. Деяния Митры созерцают одетые подобно ему Кауто и Каутопат, держащие в руках факелы. Хотя Митра отождествлялся с Солнцем, на некоторых изображениях Sol и Митра показаны параллельно: либо Sol преклоняет перед Митрой колени, либо приказывает ему принести быка в жертву, либо пожимают друг другу руки и вместе едят мясо быка, причём им прислуживают слуги в звериных масках.
Также есть изображения испытаний при инициации. Обнажённый мист сидит с повязкой на глазах, а перед ним жрец с мечом. В сюжетах так называемого «митраистского объятия» Митра в виде льва покрывает быка (или другое парнокопытное животное), схватив его передними лапами; на фреске в капуанском митреуме на месте быка изображён обнажённый юноша, которого мистагог валит на землю, обняв сзади, в чём некоторые авторы видят гомоэротическое содержание такого ритуала, включающее ритуальную кастрацию неофита и излитие в него семени.

### Происхождение римского митраизма

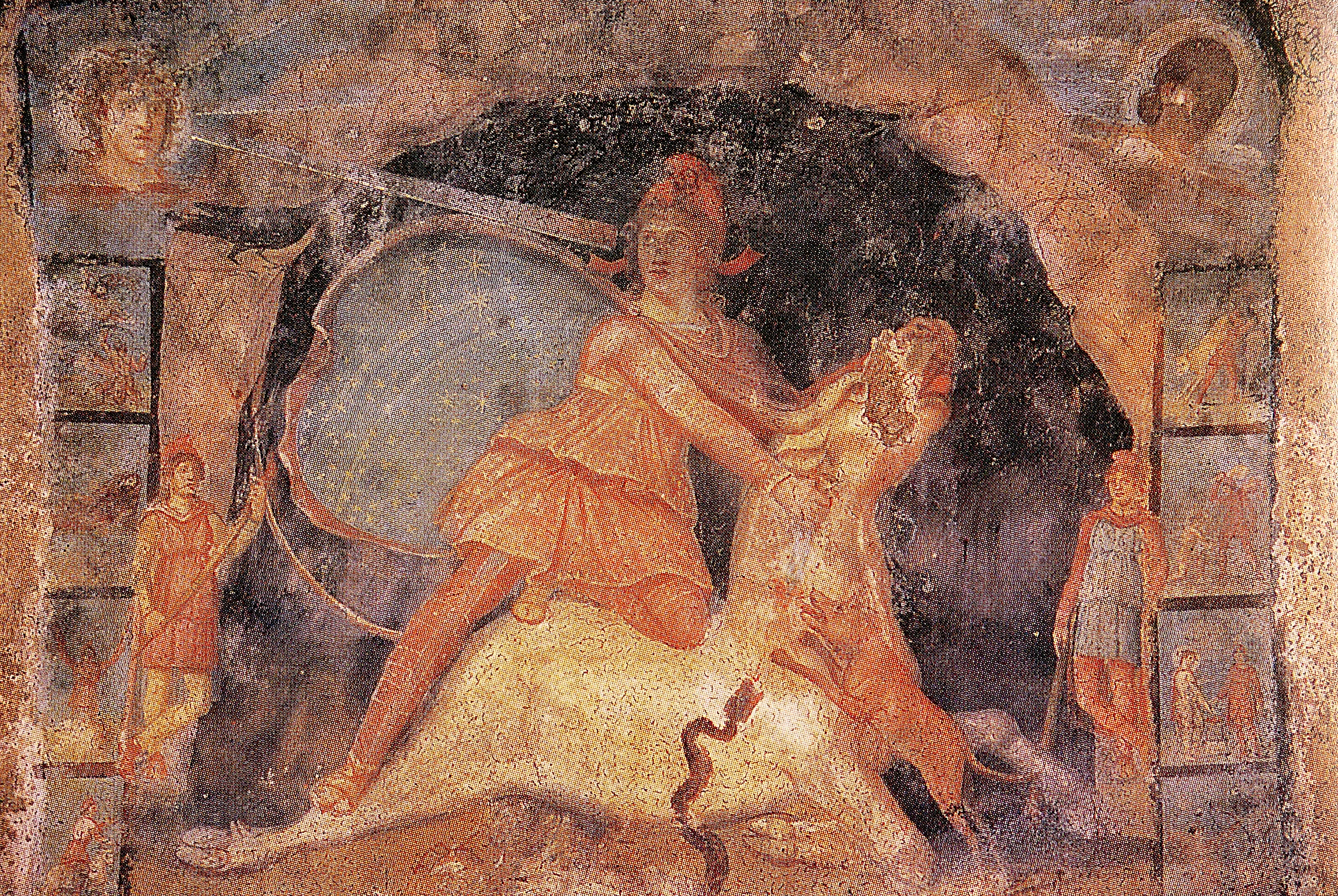
Митра убивает быка. Фреска из митреума.

В 1971 году в Манчестерском университете состоялся первый международный конгресс, на котором собрались исследователи митраизма. На этом конгрессе многие учёные поставили под сомнение иранское происхождение античного митраизма. Р. Гордон и Джон Хиннелс высказали предположение, что античный митраизм — это новый культ, не связанный с иранским, а имя Митры было позаимствовано им для придания авторитета и духа древности (первоначально гипотеза о неиранском происхождении культа была развита С. Викандером в работе 1950 года).
Как указывает М. Дрезден, иранские элементы в мистериях слишком значительны, чтобы отрицать их происхождение, однако сцены убийства Митрой быка на рельефах нельзя полностью свести к описанию убийства первобыка Ахриманом из пехлевийских сочинений. Согласно М. Элиаде, убийство быка скорее следует сопоставить с совершаемым Саошьянтом эсхатологическим жертвоприношением быка Хатайоша, с использованием жира которого и белого хома будет изготовлен напиток бессмертия, который дадут всем людям. В. Н. Топоров сравнивает этот мотив с участием индийского бога Митры в убийстве Сомы.
По одной из версий, Митра был рождён из камня в пещере. Епифаний Кипрский же говорит о рождении от богини-девы Коры бога Эона, которое отмечалось в Александрии 6 января (а Эон мог отождествляться с Фанетом и тем самым с Митрой).

### Энциклопедии и словари
- Крюкова В. Ю. Митра // Православная энциклопедия. — М., 2017. — Т. XLV : Мерри Дель Валь — Михаил Парехели. — С. 423—425. — 752 с. — 39 000 экз. — ISBN 978-5-89572-052-3.
- Миллер В. Ф. Мифра // Энциклопедический словарь Брокгауза и Ефрона : в 86 т. (82 т. и 4 доп.). — СПб., 1896. — Т. XIXa. — С. 515—517.
- Миллер В. Ф., Ростовцев М. И. Мифра // Новый энциклопедический словарь / Под общ. ред. почётн. акад. К. К. Арсеньева. — Петроград: Изд. дело бывшее Брокгауз—Ефрон, 1915. — Т. 26: Мацеёвский — Молочная кислота. — Стб. 780—784.
- Митра / Топоров В. Н. // Мифы народов мира : Энцикл. в 2 т. / гл. ред. С. А. Токарев. — 2-е изд. — М. : Советская энциклопедия, 1988. — Т. 2 : К—Я. — С. 154—157.
- Митра [др.-инд.] / Топоров В. Н. // Мифы народов мира : Энцикл. в 2 т. / гл. ред. С. А. Токарев. — 2-е изд. — М. : Советская энциклопедия, 1988. — Т. 2 : К—Я. — С. 157—158.

### Книги
- Кюмон Ф. Восточные религии в римском язычестве / Пер. с фр. А. П. Саниной. — СПб.: Евразия, 2002. — 352 с.
- Кюмон Ф. Мистерии Митры / Пер. с фр. С. О. Цветковой. — СПб.: Евразия, 2000. — 320 с.
- Митра — владыка рассвета. — Минск: Астра, 2000. — 512 с. — ISBN 978-985-6623-01-4.
- Ревилль Ж. Религия в Риме при Северах. — М.: Кн. дело, 1898. — X, 320 с.
- Элиаде М. Возвеличение бога Митры // История веры и религиозных идей. — М.: Критерион, 2001. — Т. I. От каменного века до элевсинских мистерий. — С. 296—297. — 464 с. — 1,000 экз. — ISBN 5-901337-03-4.
- Oldenberg H. Die Religion des Veda. — Берлин, 1894. S. 185 и сл.
- Кузнецов Б. И. Бон и маздаизм. — СПб.: Евразия, 2001. — 224 с. — ISBN 5-8071-0074-3.

### Статьи
- Бивар А. Д. Х. Митра и Серапис // Вестн. древ. истории. — 1991. — № 3. — С. 52—63.
- Бивар А. Д. Х. Платон и митраизм // Вестн. древ. истории. — 1998. — № 2. — С. 3—18.
- Бонгард-Левин Г. М., Гаибов В. А., Кошеленко Г. А. Открытие митреума в Дура-Европос и современная митраистика /// Вестн. древ. истории. — 2004. — № 1. — С. 125—157.
- Зуевский Р. Римский митраизм. Ч. 1 // Scriptorium: История древ. мира и сред. веков. — Минск, 2009. — № 3 (3). — С. 18—26.
- Зуевский Р. Римский митраизм (окончание) // Scriptorium: История древ. мира и сред. веков. — Минск, 2009. — № 4 (4). — С. 22—38.
- Иванов П. В. Митраизм в Остии: (О роли вост. культов в жизни рим. города) // Политика и идеология в древнем мире. — М., 1993. — С. 80—94.
- Иванов П. В. Мифологические представления италийских митраистов: (Опыт реконструкции и интерпретации по данным иконографии и эпиграфики) // Вестн. / Тамбов. ун-та. Сер.: Гуманит. науки. — Тамбов, 1998. — Вып. 1. — С. 76—83.
- Иванов П. В. Сотериологические аспекты митраизма // Серия «Symposium», Образ рая: От мифа к утопии: Сб. ст. и материалов конф. — СПб.: С.-Петерб. филос. о-во, 2003. — C. 83—86. — (Symposim; Вып. 31).
- Кошеленко Г. А. Ранние этапы развития культа Мифры // Древний Восток и античный мир: Сб. ст., посвящ. проф. В. И. Авдиеву. — М.: МГУ. 1972. — С. 75—84.
- Маргарян Е. Г. Трансформация митраизма в эллинистическую эпоху: (Иран, Армения, Коммагена, Рим) // Иран-наме. — 2011. — № 3. — С. 78—109.
- Мостовщикова Е. А. Сакрализация власти в Римской империи и культ Солнца // Вестн. / Ленингр. гос. ун-та. — СПб., 2009. — Т. 2, № 3. — С. 186—193.
- Найденова В. П. Культ Митры в Нижней Мезии и Фракии // Проблемы античной культуры. — М., 1986. — С. 56—60.
- Сердитых З. В. Об одном из вариантов иконографии Митры // Проблемы античной культуры. — М., 1986. — С. 279—282.
- Чередниченко А .Г., Шенцов М. Е. К вопросу о причинах нравственного прогресса в идеологии римского митраизма в IV—V вв. // Пробл. истории, филологии, культуры. — 2010. — № 2 (28). — С. 11—22.
- Чередниченко А. Г., Шенцов М. Е. Проблема генезиса иранского митраизма // Научные ведомости БелГУ. Серия: История. Политология : журнал. — Белгород: БелГУ, 2009. — Т. 12, № 15 (70). — ISSN 2687-0967.

### Прочее
- Бурлинова А. Ю. Распространение культа Митры в европейских провинциях Римской империи: Автореф. … к. ист. н. — М., 1999.
- Иванов П. В. Восточные культы в духовной жизни Италии: (Распространение митраизма): Автореф. дис. … канд. наук. — М., 1996. — 27 с.
- Шенцов М. Е. Культ Митры в Риме III в. и религиозная политика императора Аврелиана. Автореф. дис. … к. ист. н. — Белгород: Белгород. гос. нац. исслед. ун-т, 2013. — 23 с.
- Hillebrandt:
  - «Varuna und Mitra»;
  - «Vedische Mythologie» (I, 53 5).
- Жан Батист Лажар:
  - «Nouvelles observations sur le grand bas-relief mithriaque de la collection Borghesè» (1828);
  - «Mémoires sur les deux bas-reliefs mithriaques, qui ont été découverts en Transylvanie» (1830);
  - «Recherches sur le culte public et les mystères de Mithra en Orient et en Occident» (1847).